# Suraj Karkera
Pour les articles homonymes, voir Kurkera.
Suraj Karkera est un joueur de hockey sur gazon indien évoluant au poste de gardien de but au SSCB et avec l'équipe nationale indienne.

## Biographie
Suraj est né le 14 octobre 1995 à Bombay,.

## Carrière
Il a été appelé en 2017 pour concourir à la Coupe d'Asie à Dacca.

## Palmarès
- : 1er à la Coupe d'Asie U21 en 2015
- : 1er à la Coupe d'Asie en 2017
- : 3e à la Ligue mondiale 2016-2017
- : 3e au Champions Trophy d'Asie en 2021
- : 3e à la Coupe d'Asie en 2022